# Краљевска ратна морнарица
Краљевска ратна морнарица (енгл. Royal Navy) је главна поморска компонента оружаних снага те Уједињеног Краљевства. Од 1692. до Другог светског рата била је најмоћнија морнарица на свету која је играла кључну улогу у успостављању Британске империје као доминантне светске силе од 1815. до раних 1940-их. У Другом светском рату, у служби Краљевске морнарице је било скоро 900 бродова. Током Хладног рата примарно је претворена у антиподморничку снагу за лов за совјетске подморнице, углавном активну у „ГУИК гап"-у. Са сломом Совјетског Савеза, њена улога у 21. веку се вратила у фокусирању на глобалне експедиционе операције. 
Данас је Краљевска ратна морнарица друга по величини морнарица међу држвама чланицама НАТО-а. Тренутно је у њеном оперативном саставу 91 брод, укључујући носаче авиона, нуклеарне нападачке и балистичке подморнице, миноловце и патролне чамце, као и бродове Краљевске флоте помоћних бродова.
Краљевска ратна морнарица је основна и темељна компонента британске поморске службе, која укључује још и Краљевске маринце, Краљевску флоту помоћних бродова, Краљевске морнаричке резервисте и Краљевске маринске резервисте.